# 富川警察署性拷問事件
富川警察署性拷問事件（：／）發生於1986年，這件事亦是韓國民主化運動的其中一條導火線。

## 事件概要
1985年春，國立漢城大學（後稱國立首爾大學）醫護系四年級女學生權仁淑以化名方式在富川市天然氣公司工作。1986年6月4日，她因參與不法示威而被富川警察署拘捕，為了逼使她供出真相。當時富川警察局探員文貴童以性暴力方式對付她。
1986年7月3日，在律師曹榮來、洪聖優、李相優等人協助下，權仁淑向法院控告文貴童，但被駁回。